# Allograpta philippina
Allograpta philippina är en tvåvingeart som först beskrevs av Frey 1946.  Allograpta philippina ingår i släktet Allograpta och familjen blomflugor. Inga underarter finns listade i Catalogue of Life.